# Üzenet (folyóirat, 1990–)
Üzenet – az Erdélyi református egyházkerület gyülekezeti lapja. 1990. március 15-én indult. Az első nyolc szám Marosvásárhelyen, a továbbiak Kolozsváron jelentek meg.

## Szerkesztői
Szerkesztője Bustya Dezső és a lap presbitériuma (id. Adorján Kálmán, Adorjáni László, Csiha Kálmán, Dávid Lajos, Fülöp G. Dénes, Ötvös József és Varga László). 1990. június 30-tól Kolozsváron szerkesztik és nyomtatják, a 13. számtól már a Református Egyház Misztótfalusi Kis Miklós Sajtóközpontjának nyomdájában. 1990. december 30-tól főszerkesztője Molnár János, 1996. febr. 1-től három hónapig Nagy László, 1996. ápr. 15-től 2000. július 30-ig Bustya Dezső, 2000. augusztus 1. óta Somogyi Botond. Főszerkesztő-helyettes valójában 1990 júliusától, de az impresszum szerint csak 1991 májusától 2007 októberéig Gyenge János. Szerkesztőségi titkár 1992–94 októbere között Fazekas Zsolt. Rovatvezető 1992–95 között Adorjáni Zoltán. Műszaki szerkesztő a Kolozsvárra költözés óta Bálint Lajos, olvasószerkesztő 1990-től 1999 novemberéig Hatházy Ferenc, azóta Sztranyiczki Mihály.

## Története
Az első számban Bustya Dezső így határozza meg a lap célját: „Lapunk református keresztyén egyházi lap… A keresztyénség nem más, mint üzenetvétel és üzenet-átadás… Azt mondjuk, amit felülről veszünk! Isten azért szól, üzen, hogy ne vesszünk el, hogy megtartassunk… Ez a felülről való üzenet az egyházban hangzik…, a Krisztus testében mindnyájan összetartozunk. Az egyetemes papság elve alapján a lapban minden egyháztag megszólalhat… A református egyházi jellegünk nem jelent felekezeti magunkba zárkózást!”
Már a legelső számtól kezdve megjelennek bizonyos rovatok, melyek tartalmilag a lap eljövendő gerincét mutatják. A Katedra c. rovat rövid igemagyarázatokat tartalmaz, a Biztos ismeret teológiai kérdések egyszerű megvilágítását adja, a Szívbéli bizodalom hitépítő írásokat közöl, a Tudósítások a gyülekezeti élet eseményeiről számol be, a Szemle rovat pedig könyv- és folyóiratismertetéseket tartalmaz.
Az Üzenetben tartalmilag a következő témakörök jelentkeznek: A Szentírás üzenetéhez kapcsolódnak a vezércikkek, a püspöki pásztorlevelek karácsony, húsvét és pünkösd alkalmával (Csiha Kálmán, majd Pap Géza), a Napról napra, majd 2002-től a Mannás kosár rovat, mely a Biblia olvasását segítő igemagyarázatokat tartalmaz (Lőrincz István, Molnár János és Péntek Árpád), a napi Bibliaolvasó kalauz és az olyan sorozatok, mint A Biblia könyvei (Eszenyeiné Széles Mária), Bibliával a Szentföldön (Szász Bálint).
Az egyház intézményes életének eseményeiről: az Igazgatótanács határozatairól, a Zsinat munkálatairól, az Egyetemes Magyar Református Zsinat tevékenységéről, az új Kánon megalkotásáról, az egyes egyházra vonatkozó állami törvények és a kánonbeli törvények változásairól, az egyházkerületi vizitációkról a főszerkesztő-helyettes, Gyenge János ír beszámolókat.
Kisebb-nagyobb rendszerességgel jelennek meg benne cikkek teológiai és a gyakorlati hitélethez tartozó vagy aktuális etikai kérdésekről, a szektákról és a hitvédelemről (Bustya Dezső, Juhász Tamás, Sógor Gyula, Varga László, újabban Hover Zsolt). Hitépítő írásokkal van jelen Bányai László.
A történelmi, egyháztörténeti tanulmányok, az egyháztörténet kiemelkedő személyiségeiről (Husz János, Luther Márton, Kálvin János, Gerhardt Paul, Bocskai István, Bethlen Gábor, I. Rákóczi György, Lorántffy Zsuzsanna, I. Apafi Mihály, Bethlen Miklós, II. Rákóczi Ferenc, gr. Teleki Sámuel, gr. Mikó Imre, gr. Bánffy Miklós) szóló megemlékezések szintén rendszeresek. A szerzők között szerepelnek: Buzogány Dezső, Csohány János, Dézsi Csaba, Gálfy Zoltán, Gellén Sándor, Palkó Attila, Papp Vilmos, Pásztori Kupán István, Péter Miklós, Szekeres István, Tonk István, Tonk Sándor, Zsigmond József. A 400 éves Vizsolyi Bibliáról Nagy László közöl önálló sorozatot, kollégiumaink történetéről Lukács Olga, ugyanő iskola- és neveléstörténeti cikkekkel is jelen van. Hunyad megye, a Görgényi Egyházmegye reformátusságáról, a Mezőség szórványgyülekezeteiről Ötvös József és Lapohos András ír. 1993-ban egy sorozatban az egyes egyházmegyék mutatkoznak be. Külön sorozatban olvashatunk a magyar Nobel-díjas tudósokról, ill. a magyar feltalálókról. Folyamatosan tájékoztat a lap az európai testvéregyházakkal való kapcsolatokról, a mai peregrinusok tapasztalatairól, a magyarországi, felvidéki, kárpátaljai, délvidéki magyar egyházakról, gyülekezetekről, az olyan kiemelkedő eseményekről, mint a Magyar Református Világtalálkozók (1992, 1996, 2000, 2006). 1997-től az Európai Protestáns Magyar Szabadegyetem konferenciái.
A magyar emigráció református gyülekezeteiről (Amerikai Egyesült Államok, Kanada, Brazília, Argentína, Ausztrália) Somogyi Botond közölt interjúsorozatot Csiha Kálmán püspökkel, majd hasonló tárgyú beszámolókkal jelentkezik Veres Kovács Attila is.
Az 1989-es romániai forradalom után gyülekezeti, egyházmegyei, egyházkerületi, adott esetben kerületközi szinten újraszerveződnek a második világháború előtt virágzó belmissziói intézmények: az Ifjúsági Keresztény Egyesület (IKE), a Nőszövetség (elnökei Csiha Emese, Molnár Irma, Gede Ildikó), a Presbiteri Szövetség (elnökei Nagy Ákos, Geréb Péter, Bátori Endre), az Egyházkerületi Lelkészértekezleti Szövetség (elnökei Bustya Dezső, Szász Attila, Kiss Jenő, Kállay Dezső), a Romániai Országos Református Lelkészértekezleti Szövetség (RORLÉSZ, elnökei Kozma Zsolt, Jenei Tamás, Székely József), a kórusmozgalom. A vallásórai és vasárnapi iskolai lehetőségek mellett a gyermekek számára nyári evangélizációs hetek, nyári táborok, szórványtáborok szerveződnek; a felnőttek részére találkozók, konferenciák. Ezekről szintén rendszeresen tájékoztat az Üzenet. A gyermekek számára szerkesztett Örömmondó oldalon bibliaismereti és hitépítő írások, rejtvények, játékok, barkácsoláshoz való ötletek, énekek szerepelnek. (Rovatvezető előbb Adorjáni Zoltán, majd Szabó Csilla Andrea és Bántó-Tamás Csilla Andrea.) Az IKE önálló oldala Kövess engem címmel foglal helyet a lapban, itt olvashatunk az egyesület történetéről, jelenlegi életéről és munkájáról, az ifjúság sorskérdéseiről, táborozásokról, munkatársképzőkről, bel- és külföldi kapcsolatokról, konferenciákról, a cserkészéletről. A Főiskolai Keresztény Egyesület (FIKE) hírei, beszámolói is itt kapnak helyet (Benkő István, Jakab István, Kelemen Melinda, Kun Attila, Pályi Anna, Raff Róbert, Szőcs Orsolya Szende). Sok cikk foglalkozik kollégiumaink életével, iskolai évfordulókkal, jeles eseményekkel.
A keresztyén házasságról Pálhegyi Ferenc, lelkigondozói témákról Boér Klára, Tapolyai Mihály és Tapolyainé B. Gizella cikkezik, a Református Mentő Misszióról és a Bonus Pastor Alapítványról, amelyek a szenvedélybetegek gyógyítására jöttek létre, Horváth Levente és ifj. Adorján Kálmán, a kórházmisszióról Lakatos Gabriella és Buzogány Emese, a börtönmisszióról Kabai Ferenc és ifj. Kabai Ferenc, a nagyvárosi misszióról Jenei Tamás, Kállay M. Csaba és Ötvös József írnak. A kántorképzéssel Gyenge János, az énektanulás kérdéseivel Benkő András és Ötvös József, a gyermekvállalást bátorító Áldás-népesség mozgalommal Csép Sándor foglalkozik. A Diakónia Keresztyén Alapítvány tevékenységét Sárosi Artúr ismerteti. Szó van a lapban a Nyugat-Európai Magyar Lelkigondozói Szolgálat életéről és küzdelmeiről is.
A belmisszió fontos intézményei a Belmissziói Intézet (1993–2000 között Katekétikai Intézet, vezetője Jenei Tamás), az Agnus Rádió, Kolozsvár egyházi, közösségi rádiója (szerkesztője Adorjáni László), az egyházkerület internetes honlapja (www.reformatus.ro) s ezen belül a Hírvivő című portál, mely 2002-től működik (vezetője Szabó Mihály).
A szeretetszolgálatról szóló gyülekezeti vonatkozású és egyházkerületi jellegű cikkek szintén folyamatosan helyet kapnak a lapban. Kiemelésre méltó Kovács István sorozata a diakóniáról és az erdélyi diakonisszákról (2002–2003). Mozgósító célzatú tudósítások jelennek meg az egyház által kezdeményezett jótékonysági gyűjtésekről: a délszláv háború idején a délvidéki reformátusoknak (1994), a Nyárád-mente árvízkárosultjainak (1998), a kárpátaljai árvíz károsultjainak (Tiszabökény, 1999), a ruandai polgárháború áldozatainak a megsegítésére (1995), a HEKS 50 éves fennállása alkalmából a csernobili atomkatasztrófa nyomán károsult gyermekek felkarolására (1998) stb.
Tükröződik a lapban a református egyház „építő egyház” jellege: ezt jelzik azok az írások, amelyek az eltelt majdnem két évtized alatt épült közel 50 új templom, 138 parókia és gyülekezeti ház létrejöttéről, közel 250 templom és parókia felújításáról szólnak.
Az Üzenet a magyar és világirodalom jeles alakjairól az évfordulók kapcsán emlékezik meg egész oldalas anyag közlésével (Somogyi Botond). 40 körül van az ilyen megemlékezések száma. A költészet egy-egy vers erejéig szinte minden számban jelen van. Gyakoriak a könyvrecenziók. Előfordul az is, hogy a lap a világi sajtóból vesz át cikkeket (Bölöni Domokos, Moldován Árpád, Sándor Boglárka, Szucher Ervin tollából). Az Üzenet több évben hirdetett meg riportpályázatot, melynek köszönhetően érdekes cikkeket közölhetett. Sok fénykép, rajz, grafika és festményreprodukció színesíti a lapot. Kiemeljük a Debreczeni László templomrajzait és B. Murádin Katalinnak az erdélyi faragott kőszószékekről készült rajzait, Orth István és Szabó László grafikáit.
1996 karácsonyától az Üzenetnek megszületett a szórványügyet felvállaló melléklete, amely négy és fél éves szünet után folytatja a Vetési László szerkesztette népszerű Felebarát c. folyóirat által elkezdett munkát. Az első szám még Levél Havasalföldre címmel jelent meg, a 2–5. szám Levél a Kárpátokon túlra címmel, a 6. számtól kezdve Levél a címe. 2008-ig bezárólag összesen 29 száma jelent meg, változó terjedelemben, 7000 példányban. Ezek szerkesztését is folyamatosan Vetési László végzi, de mindig vannak segítségei, leggyakrabban a Diaszpóra Alapítvány munkatársai (Imre István Zoltán, Orbán Lajos, Sípos Vízaknai Balázs, Vetési Júlia) és a Kolozsvári Protestáns Teológiai Intézet Babos Sándor Missziói Köre. Tartalma egy ünnepi igemagyarázat, majd beszámolók következnek a havasalföldi, moldvai, erdélyi, bánsági és partiumi szórványok múltjáról és jelenéről, a szórványmunkát felvállaló egykori és mai lelkipásztorokról és gondnokokról, a Diaszpóra Alapítvány elméleti és gyakorlati szaktanácsadói munkájáról, az Algyógyi Munkaközösség tanácskozásairól, a teológusok évközi és nyári szórványmunkájáról, a szórványban élő gyermekeknek szervezett táborokról, valamint a Jenei Tamás által alapított és már tizenhét alkalommal kiosztott Czelder Márton és Földes Károly szórványdíjakat átadó ünnepségekről. Az irodalmi szemelvények és versek mellett a Krónika, a Hírek és a Humor rovat sem hiányzik belőle. S sok grafikai és fényképillusztráció teszi még értékesebbé, melyeknek mind kortörténeti értékük van.